# Vårfrukatedralen i Antwerpen

Vårfrukatedralen i Antwerpen är en kyrkobyggnad som uppfördes under medeltiden. Den är tillägnad Jungfru Maria, på flamländska heter den Onze-Lieve-Vrouwekathedraal. Den tillhör Romersk-katolska kyrkan. Den började byggas 1352, var i princip klar 1521, men har aldrig riktigt färdigställts. 
Katedralen är byggd i gotisk stil, och ritades av Jan och Pieter Appelmans. Den har målningar av Peter Paul Rubens (bland annat Korsnedtagningen och Korsresningen), Jacob de Backer, Otto van Veen, Cornelis Schut, Abraham Matthyssens och Marten de Vos. 
Katedralen är klassificerad som världsarv. Den brann 1533. Under en ikonoklasm 20 augusti 1566 förstördes delar av inredningen. Den fick också skador som en effekt av franska revolutionen. Katedralen rymmer 25 000 personer, dess längd är 119 meter, vidd 75 meter, vidd (skepp) 53,5 meter och höjd (högsta) 123 meter.
Den har världens 198:e största klocka.